# Giuliana d'Assia-Darmstadt

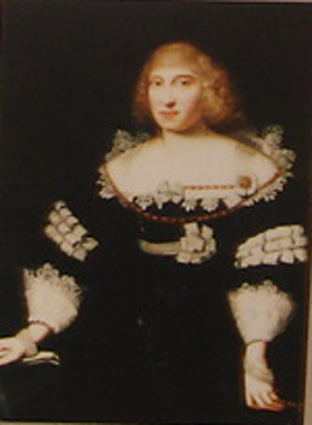
Giuliana d'Assia-Darmstadt

Giuliana d'Assia-Darmstadt (Darmstadt, 14 aprile 1606 – Westerhof, 15 gennaio 1659) fu una nobile dell'Assia-Darmstadt e contessa della Frisia orientale.

## Biografia
Era figlia di Luigi V d'Assia-Darmstadt, langravio d'Assia-Darmstadt dal 1596 al 1626, e di Maddalena di Brandeburgo.
Venne data in sposa a Ulrico II, conte della Frisia orientale dal 1628 al 1648; il matrimonio venne celebrato a Aurich il 5 marzo 1631.
Con il matrimonio divenne contessa della Frisia orientale, titolo che mantenne fino alla morte del marito, avvenuta l'11 gennaio 1648.

## Discendenza
Diede al marito tre figli:
- Enno Luigi (29 ottobre 1632-4 aprile 1660), che sposò Giuliana Sofia di Barby;
- Giorgio Cristiano (6 febbraio 1634-6 giugno 1665), che sposò Cristina Carlotta di Württemberg;
- Edoardo Ferdinando (12 luglio 1636-1º gennaio 1668), che sposò Anna Dorotea di Criechingen.

Alla morte di Ulrico, ereditò la contea il loro primogenito Enno Luigi che nel 1654 divenne principe della Frisia orientale.

## Ascendenza
|                                 |                              |                               | Genitori                        |  |  | Nonni |  |  | Bisnonni          |  |  | Trisnonni            |  |
|                                 |                              |                               |                                 |  |  |       |  |  | Filippo I d'Assia |  |  | Guglielmo II d'Assia |  |
|                                 |                              |                               |                                 |  |  |       |  |  | Filippo I d'Assia |  |  | Guglielmo II d'Assia |  |
|                                 |                              | Anna di Meclemburgo-Schwerin  |                                 |  |  |       |  |  | Filippo I d'Assia |  |  |                      |  |
| Giorgio I d'Assia-Darmstadt     |                              |                               |                                 |  |  |       |  |  | Filippo I d'Assia |  |  |                      |  |
|                                 |                              | Caterina di Sassonia          | Federico I di Sassonia          |  |  |       |  |  |                   |  |  |                      |  |
|                                 |                              | Caterina di Sassonia          | Federico I di Sassonia          |  |  |       |  |  |                   |  |  |                      |  |
|                                 |                              | Caterina di Sassonia          | Caterina di Brunswick-Lüneburg  |  |  |       |  |  |                   |  |  |                      |  |
| Luigi V d'Assia-Darmstadt       |                              | Caterina di Sassonia          |                                 |  |  |       |  |  |                   |  |  |                      |  |
|                                 |                              | Bernardo VIII di Lippe        | Simone V di Lippe               |  |  |       |  |  |                   |  |  |                      |  |
|                                 |                              | Bernardo VIII di Lippe        | Simone V di Lippe               |  |  |       |  |  |                   |  |  |                      |  |
|                                 |                              | Bernardo VIII di Lippe        | Maddalena di Mansfeld-Mittelort |  |  |       |  |  |                   |  |  |                      |  |
| Maddalena di Lippe              |                              | Bernardo VIII di Lippe        |                                 |  |  |       |  |  |                   |  |  |                      |  |
|                                 |                              | Caterina di Waldeck-Eisenberg | Filippo III di Waldeck          |  |  |       |  |  |                   |  |  |                      |  |
|                                 |                              | Caterina di Waldeck-Eisenberg | Filippo III di Waldeck          |  |  |       |  |  |                   |  |  |                      |  |
|                                 |                              | Caterina di Waldeck-Eisenberg | Anna di Kleve                   |  |  |       |  |  |                   |  |  |                      |  |
| Giuliana d'Assia-Darmstadt      |                              | Caterina di Waldeck-Eisenberg |                                 |  |  |       |  |  |                   |  |  |                      |  |
|                                 | Gioacchino II di Brandeburgo | Gioacchino I di Brandeburgo   |                                 |  |  |       |  |  |                   |  |  |                      |  |
|                                 | Gioacchino II di Brandeburgo | Gioacchino I di Brandeburgo   |                                 |  |  |       |  |  |                   |  |  |                      |  |
|                                 | Gioacchino II di Brandeburgo | Elisabetta di Danimarca       |                                 |  |  |       |  |  |                   |  |  |                      |  |
| Giovanni Giorgio di Brandeburgo | Gioacchino II di Brandeburgo |                               |                                 |  |  |       |  |  |                   |  |  |                      |  |
|                                 |                              | Maddalena di Sassonia         | Giorgio di Sassonia             |  |  |       |  |  |                   |  |  |                      |  |
|                                 |                              | Maddalena di Sassonia         | Giorgio di Sassonia             |  |  |       |  |  |                   |  |  |                      |  |
|                                 |                              | Maddalena di Sassonia         | Barbara Jagellona               |  |  |       |  |  |                   |  |  |                      |  |
| Maddalena di Brandeburgo        |                              | Maddalena di Sassonia         |                                 |  |  |       |  |  |                   |  |  |                      |  |
|                                 |                              | Gioacchino Ernesto di Anhalt  | Giovanni II di Anhalt-Dessau    |  |  |       |  |  |                   |  |  |                      |  |
|                                 |                              | Gioacchino Ernesto di Anhalt  | Giovanni II di Anhalt-Dessau    |  |  |       |  |  |                   |  |  |                      |  |
|                                 |                              | Gioacchino Ernesto di Anhalt  | Margherita di Brandeburgo       |  |  |       |  |  |                   |  |  |                      |  |
| Elisabetta di Anhalt-Zerbst     |                              | Gioacchino Ernesto di Anhalt  |                                 |  |  |       |  |  |                   |  |  |                      |  |
|                                 |                              | Agnese di Barby               | Wolfgang von Barby              |  |  |       |  |  |                   |  |  |                      |  |
|                                 |                              | Agnese di Barby               | Wolfgang von Barby              |  |  |       |  |  |                   |  |  |                      |  |
|                                 |                              | Agnese di Barby               | …                               |  |  |       |  |  |                   |  |  |                      |  |
|                                 |                              | Agnese di Barby               |                                 |  |  |       |  |  |                   |  |  |                      |  |